# Elvira Eisenschneider
Elvira Eisenschneider (née le 22 avril 1924 à Fischbach, morte le 6 avril 1944 probablement dans le camp de concentration d'Oranienbourg-Sachsenhausen) est une résistante allemande au nazisme.

## Biographie
Elvira Eisenschneider est la fille du communiste Paul Eisenschneider. Elle doit fuir à l'âge de dix ans en 1934 avec sa mère Ella dans le territoire du Bassin de la Sarre, où son père réside depuis 1932. Le 7 mars 1933, lors d'une perquisition, sa mère est violemment battue par la police. À l'automne de 1936, la famille arrive en Union soviétique via la France et la Grande-Bretagne. Alors que le père d'Elvira, de retour en Allemagne pour reprendre ses activités illégales après avoir fréquenté l'École internationale Lénine à Moscou en 1936, est arrêté en novembre 1936 et condamné à la réclusion à perpétuité, sa mère est confiée aux médecins soviétiques et Elvira Eisenschneider va à la Maison internationale des enfants à Ivanovo. Elle devient membre du Komsomol et se prépare à étudier à l'Institut d'études littéraires de Moscou.
Après l'attaque de la Wehrmacht contre l'Union soviétique, Elvira Eisenschneider suit une formation d'ambulancière paramédicale et accompagne à l'automne 1941 un transport d'évacuation de Moscou à Tcheliabinsk. Elle donne aussi des cours d'allemand aux officiers soviétiques. En 1942, elle s'engage comme volontaire dans l'Armée rouge à son 18e anniversaire. Elle reçoit une formation de parachutiste et de reconnaissance et prend en charge des actions de résistance derrière le front. À l'été 1943, elle saute en parachute à l'arrière du front en Allemagne. Elle se serait posée dans le Palatinat selon certains messages envoyés peu après. Le 23 février 1944, elle est arrêtée dans la région de la Ruhr et fusillée le 6 avril 1944 dans le camp de concentration d'Oranienburg.

## Hommages
- Les noms d'Eliva Eisenschneider et de son père Paul Eisenschneider sont gravés sur la grande plaque commémorative du mémorial Gedenkstätte der Sozialisten au Cimetière central de Berlin-Friedrichsfelde de Berlin.
- La poste de la République démocratique allemande a émis en 1961 un timbre commémoratif en l'honneur d'Elvira Eisenschneider.